# 奈良情報経理高等専修学校
奈良情報経理高等専修学校（ならじょうほうしょりけいりこうとうせんしゅうがっこう）は奈良県奈良市にあった高等専修学校で、学校法人辰巳学園が運営していた。募集停止の後、前身校の辰巳ドレスメーカー女学院と共に休学状態であったが、2021年廃止手続きされ、廃止認可を待つ状態である。
福智高等学校とは提携校（広域通信制）となっており、奈良情報経理高等専修学校を卒業した者は全生徒、福智高等学校の卒業となる。なお、末期は福智高等学校奈良校舎（単位制）として運営されていた。
学校法人辰巳学園として現在、専修学校時代の校舎を使用し、国の緊急雇用対策である基金訓練を実施。職業人の育成を行っている。

## 沿革
- 1946年 - 辰巳ドレスメーカー研究所開設
- 1981年 - 奈良経理高等専修学校として開校。
- 1989年 - 校名を奈良情報経理高等専修学校に変更
- 2007年 - 奈良情報経理高等専修学校の募集を停止
- 2009年 - 基金訓練を開始
- 2021年2月21日 - 第220回奈良県私立学校審議会にて、当校の廃止を認可することができるとの答申がされる

## 学科

### 閉校当時
- 奈良情報経理高等専修学校
  - 商業コース（会計系・福智高等学校 商業科）
  - 普通コース（総合系・福智高等学校 普通科）

## 最寄り駅
- 近鉄奈良線 近鉄奈良駅より徒歩8分
- JR大和路線 奈良駅より徒歩15分